# Рафайлово
Рафа́йлово (рос. Рафайлово) — село у складі Ісетського району Тюменської області, Росія.
Населення — 1226 осіб (2010, 1181 у 2002).
Національний склад станом на 2002 рік:
- росіяни — 83 %